# JD-2
JD-2 – pierwszy samolot sportowy skonstruowany w niepodległej Polsce po I wojnie światowej i zbudowany w niewielkiej serii (pierwszym w ogóle zbudowanym i oblatanym polskim samolotem sportowym był samolot D-1 Cykacz konstrukcji Jerzego Dąbrowskiego).

## Historia
W 1926 roku Jerzy Drzewiecki z Sekcji Lotniczej Koła Mechaników Studentów Politechniki Warszawskiej zaprojektował dwumiejscowy samolot sportowy, który otrzymał oznaczenie JD-2, od inicjałów konstruktora.
Prototyp samolotu zbudowano w Warsztatach Sekcji Lotniczej. Nosił on numer SL-4 (Sekcja Lotnicza – 4). 15 października 1926 roku pilot por. Kazimierz Kalina dokonał jego oblotu. W trakcie lądowania doszło jednak do pęknięcia przewodu doprowadzającego paliwo do silnika i pożaru, w wyniku czego pilot odniósł dotkliwe poparzenia, spaleniu uległ również samolot. Mimo to, z powodu dobrej opinii oblatywacza, zbudowano kolejny prototyp SL-6, którego oblotu 26 czerwca 1927 roku dokonał sam konstruktor, inż. Jerzy Drzewiecki. Kazimierz Kalina odniósł na nim zwycięstwo w I Krajowym Konkursie Awionetek w Warszawie w dniach 6–9 października 1927 roku. Nosił on numer rej. P-PSLA, od 1929 – SP-ACA. Zbudowano też egzemplarz SL-5 do prób statycznych.
W latach 1929–1930 zbudowano 3 nieznacznie zmodyfikowane samoloty tego typu oznaczone jako JD-2 bis. Dwa samoloty były użytkowane w Aeroklubie Warszawskim (SL-14 i SL-15, nry rej. SP-ACD i SP-ACF). Trzeci samolot tego typu (SL-20), o numerze rej. SP-ADP i imieniu Adepcia (od inicjałów ADP), był przez pewien czas własnością znanego pilota sportowego i kierowcy rajdowego Witolda Rychtera. Awaryjny i zawodny silnik Anzani zamieniono w nim na znacznie lepszy i mocniejszy Genet.
W październiku 1930 roku kpt. Ignacy Giedgowd na samolocie JD-2 bis wystartował w III Krajowym Konkursie Awionetek i zajął trzecie miejsce w klasyfikacji ogólnej.

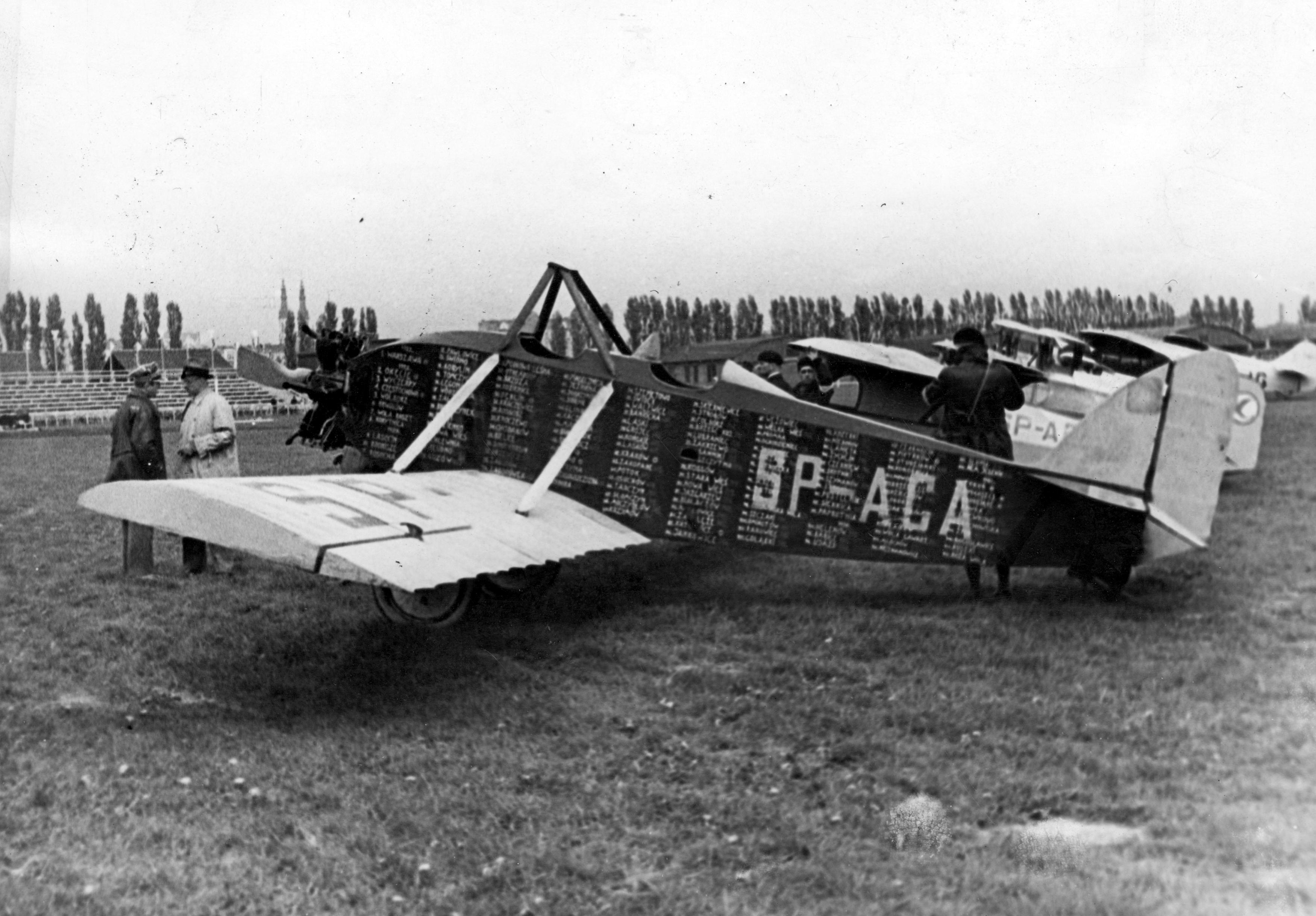
JD-2 kapitana Zbigniewa Babińskiego (24 maja 1933)

Samolot JD-2 (SL-6) noszący rejestrację SP-ACA, został po uszkodzeniu i remoncie zakupiony przez znanego pilota Zbigniewa Babińskiego z Aeroklubu Warszawskiego (Numer certyfikatu rejestracyjnego nr 60), który wykonał na nim wiele lotów turystycznych, lądując w 225 miejscowościach w Polsce, których nazwy zostały wypisane na lewym boku kadłuba. Skreślono go z rejestru 16 sierpnia 1935 roku. W lecie 1937 roku egzemplarz ten wykorzystano w filmie Dziewczyna szuka miłości, gdzie nosił fikcyjną rejestrację SP-ART.

## Cechy lotno-pilotażowe
Właściwości lotne tego samolotu zostały zdeterminowane poprzez dwie cechy – wrażliwość na przeciągnięcie i zwalanie się po tym w korkociąg oraz małą stateczność, zwłaszcza podłużną, przez co pilot wyszkolony na samolocie bardzo statecznym (np. Hanriot H.28) mógł mieć problemy w opanowaniu maszyny z uwagi na bardzo małe siły na sterach. Maszyna była wrażliwa na podmuchy przy małej prędkości, co wiązało się ze złymi właściwościami w przeciągnięciu. Konstrukcja płata, pomimo zastrzałów była dość wiotka, przy wykonywaniu ostrego zakrętu dochodziło do skręcania się płata, przez co przechylenie się pogłębiało. Ratunkiem było puszczenie sterów, maszyna sama wracała do stanu równowagi.
Oprócz wypadku podczas oblotu prototypu, maszyna ta miała dwa śmiertelne wypadki. W Lublinie J. Pawłowski (pilot) rozbił w 1929 JD-2 (SL-6), a śmierć poniósł mechanik Władysław Laudański z Aeroklubu Warszawskiego. Przyczyną tego wypadku było przeciągnięcie maszyny w ostrym zakręcie na małej wysokości podczas próby powrotu na lotnisko. Niedługo później w Warszawie 16 marca 1930 na samolocie SP-ACF zginęli: Karol Trzetrzewiński (pilot) z pasażerem – tym razem przyczyną wypadku była pogoda z porywistym wiatrem i przeciągnięcie maszyny podczas wznoszenia. We Lwowie, podczas oblotu samolotu SP-ACD po remoncie 18 sierpnia 1930, poważnych obrażeń doznał w wypadku instruktor pil. M. Pakuła, po czym samolot skasowano. Pomimo tego niektórzy piloci cenili sobie maszynę JD-2 z uwagi na dobre osiągi, przyjemne prowadzenie i „zwinność” – zwłaszcza maszyny w wersji z silnikiem Genet o mocy 80 KM.

## Konstrukcja
Samolot JD-2 był to dwumiejscowy, zastrzałowy dolnopłat. Płat prostokątny, dwudzielny, dwudźwigarowy, kryty do pierwszego dźwigarka sklejką, dalej płótnem. Podparty u góry dwiema parami zastrzałów. Końcówki płatów JD-2 ścięte prosto, JD-2 bis ścienione. Kadłub o przekroju prostokątnym zaokrąglony u góry, drewniany, kryty sklejką. Podwozie klasyczne stałe. Kabiny odkryte. Napęd – silnik gwiazdowy, Anzani 45 KM lub Genet 80 KM.